# Miloš Targoš
Miloš Targoš (* 15. července 1957 Púchov) je bývalý slovenský fotbalista, obránce. Po skončení aktivní kariéry působil jako trenér.

## Fotbalová kariéra
V československé lize odehrál za Duklu Banská Bystrica 149 utkání, 10644 minut a dal 6 gólů, dále v lize odehrál 10 utkání i za VP Frýdek-Místek.

## Ligová bilance
| Ročník                                      | Zápasy | Góly | Minuty | Klub                  |
| ------------------------------------------- | ------ | ---- | ------ | --------------------- |
| 1. československá fotbalová liga 1976/77    | 10     | 0    | -      | VP Frýdek-Místek      |
| 1. československá fotbalová liga 1979/80    | 10     | 1    | 653    | Dukla Banská Bystrica |
| 1. československá fotbalová liga 1980/81    | 16     | 0    | 980    | Dukla Banská Bystrica |
| 1. československá fotbalová liga 1981/82    | 17     | 0    | 1530   | Dukla Banská Bystrica |
| 1. slovenská národní fotbalová liga 1982/83 | 20     | 0    | -      | Dukla Banská Bystrica |
| 1. československá fotbalová liga 1983/84    | 14     | 1    | 565    | Dukla Banská Bystrica |
| 1. československá fotbalová liga 1984/85    | 22     | 1    | 981    | Dukla Banská Bystrica |
| 1. československá fotbalová liga 1985/86    | 28     | 0    | 2394   | Dukla Banská Bystrica |
| 1. československá fotbalová liga 1986/87    | 27     | 3    | 2331   | Dukla Banská Bystrica |
| 1. československá fotbalová liga 1987/88    | 15     | 0    | 1210   | Dukla Banská Bystrica |
| CELKEM                                      | 159    | 6    | 10644  |                       |

## Trenérská kariéra
Trénoval FK Dukla Banská Bystrica.